# Andrej Batič (pesnik)
Andrej Batič, slovenski ljudski pesnik, * 10. september 1814, Črniče, † 8. julij 1893, Črniče.
Andrej Batič je bil kmet, cerkovnik in literarni samouk, ki je pisal pesmi. Več let je bil tudi predsednik čitalnice v Črničah. Nekaj njegovih pesmi je objavila  Zgodnja Danica (Zadovoljni kmetič, Na Goriškem in še nekatere druge), eno Vinski trti pa je objavil Andrej Marušič v Domovini in pripisal: »Če ima narod tako kmetsko inteligenco za seboj, vse premoremo!« Pesem Vinski trti je kasneje ponatisnil tudi Andrej Gabršček v Goriških Slovencih.